# Batalla de Valenciennes
La batalla o setge de Valenciennes (16 de juliol de 1656) va ser una victòria de l'exèrcit espanyol al comandament de Lluís de Condé i Joan Josep d'Àustria sobre el francès del mariscal Turena a la rodalia d'aquesta localitat francesa, en el transcurs de la Guerra franco-espanyola (1635-1659).
Va ser una de les darreres grans victòries espanyoles del segle xvii, i una de les poques derrotes que va patir en la seua carrera el vescomte de Turena, Mariscal de França.

## Desenvolupament tàctic
El 18 de maig de 1656 l'exèrcit francès al comandament de Turena va començar el setge de l'estratègica plaça forta de Valenciennes (actual França) defensada per una guarnició espanyola al comandament de Francisco de Meneses. El ben organitzat setge va desgastar a poc a poc als defensors. A la fi de juny, el nou governador dels Països Baixos, Joan Josep d'Àustria, va decidir acudir en auxili de Valenciennes, la situació de la qual començava a ser insostenible.
L'exèrcit francès, format per 115 esquadrons de cavalleria i 31 d'infanteria, estava repartit en dues divisions a ambdues vores del riu Escalda, una al comandament de Turena i l'altra dirigida per la Ferté, amb els problemes de comunicació que això implicava.
La nit del dissabte 15 de juliol, quan la plaça estava a punt de rendir-se, hi aparegué l'exèrcit hispànic, format per 81 esquadrons de cavalleria i 27 d'infanteria. L'exèrcit d'en Joan Josep d'Àustria es va atrinxerar a una llegua de l'enemic, preparant-se per a l'ofensiva. Es varen disposar quatre atacs:
- La infanteria espanyola i irlandesa, comandada per en Joan Josep i pel marquès de Caracena.
- Les «nacions» a càrrec del Príncep de Ligne, general de cavalleria.
- Les tropes de Condé amb ell mateix i el duc de Wuttemberg.
- Les forces noves, al capdavant de les quals estaria el comte de Marsin.

Condé va caure sobre el sector a càrrec del mariscal de la Ferté amb tal sorpresa i força que destrossà la resistència francesa. Joan Josep d'Àustria es va destacar per la seua actuació valenta, liderant una brillant càrrega sobre el campament francès.
Turena va rebutjar un fals atac de 4.000 espanyols sobre el seu campament i va acudir en ajuda de la Ferté, però fou inútil, per la qual cosa es va veure obligat a aixecar el lloc i fugir precipitadament a Quesnoy, on va reorganitzar les seues forces. Els espanyols capturaren 77 oficials francesos -inclòs el mariscal la Ferté, lloctinent de Turena- i 1.200 soldats, així com el seu bagatge i totes les seues provisions, incloent-hi un tren de setge de 50 canons i la correspondència dels comandaments francesos amb la seua Cort, la qual cosa va permetre conèixer l'abast de les seues forces. De la divisió de la Ferté, tan sols aconseguiren escapar 2.000 homes, després de llançar les seues armes i fugir a la desbandada.

## Conseqüències
La victòria de Valenciennes va contribuir a elevar enormement la moral dels terços espanyols, produint a Europa «un d'aquells sotracs que solia donar Espanya en temps més afortunats», valorant-se sobretot el triomf per la superioritat dels efectius francesos. Felip IV ordenà encunyar una medalla d'or per commemorar la victòria, i li la va enviar a Condé juntament amb un sabre de cavalleria del mateix metall.
No obstant això, els francesos van saber reaccionar, i, conscients de la seua superioritat, no es deixaren acovardir. Turena va reconstruir ràpidament les seues forces i va reprendre la campanya. La victòria espanyola resultà finalment contraproduent: a causa de la feblesa de les forces espanyoles no va poder aprofitar-se adequadament, i va fer fracassar les negociacions de pau entre França i Espanya, ja que la Cort de Madrid, encoratjada per la sort de les seues armes, es negà a les exigències franceses. De tal manera, la guerra s'allargaria fins a 1659, quan la posició avantatjosa d'Espanya ja havia desaparegut, veient-se obligada a signar el Tractat dels Pirineus.